# Kynoskefalai

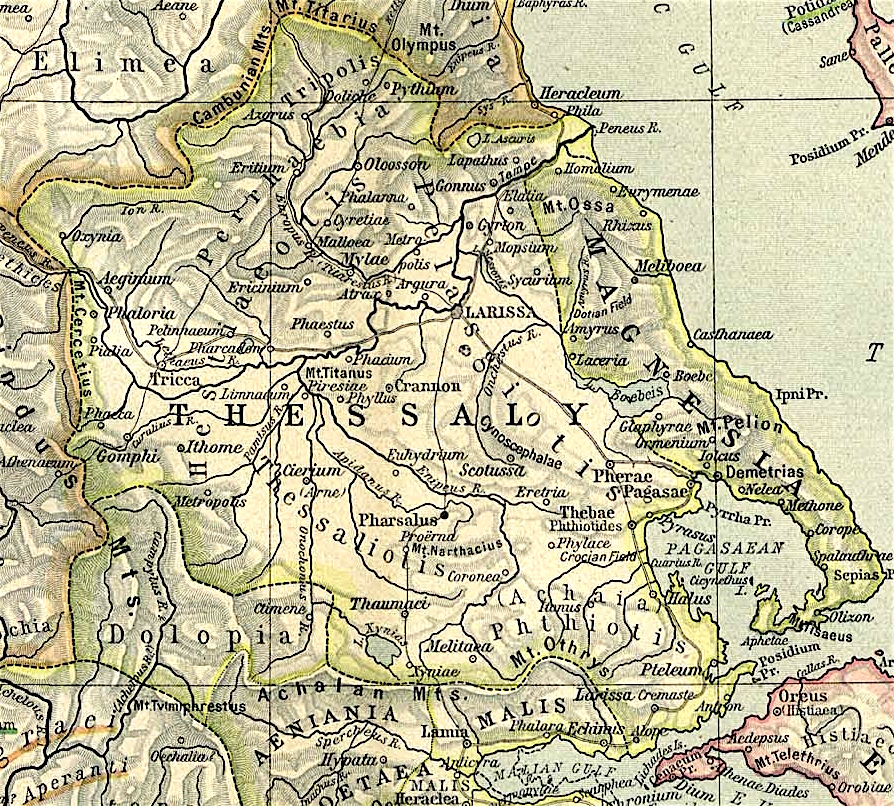
Karta över antikens Thessalien med Kynoskefalai utmärkt

Kynoskefalai (grekiska Κυνός κεφαλαί, "hundhuvudena", latin Cynocephalae), två kullar tillhörande bergssträckan Mavrobuni i Thessalien, nära staden Skotussa, mitt emellan Farsalos och Ferai. Den högre av kullarna är 725 meter. Vid Kynoskefalai segrade och föll Pelopidas 364 f.Kr. i en strid mot Alexander av Ferai, och där tillkämpade sig 197 f.Kr. den romerske konsuln Titus Quinctius Flamininus segern över Filip V av Makedonien.